# 正月王
正月王（むつきおう、生没年不詳）は、奈良時代の皇族。名は牟都岐王・牟都伎王とも記される。用明天皇皇子・来目皇子の後裔で、長田王の子とする系図がある。官位は従五位下・少納言。

## 経歴
称徳朝の神護景雲3年（769年）无位から従五位下に直叙される。光仁朝では、宝亀5年（774年）越中介、宝亀7年（776年）越中守と越中国の国司を務めた後、宝亀10年（779年）左馬頭として京官に復す。
天応元年（781年）桓武天皇の即位後間もなく土佐守に任ぜられると、天応2年（782年）備後守、延暦3年（784年）土佐守と、桓武朝初頭は地方官を歴任する。延暦7年（788年）少納言に遷り再び京官に復した。

## 官歴
『続日本紀』による。
- 神護景雲3年（769年） 正月29日：従五位下（直叙）
- 宝亀5年（774年） 3月5日：越中介
- 宝亀7年（776年） 3月6日：越中守
- 宝亀10年（779年） 9月4日：左馬頭
- 天応元年（781年） 5月25日：土佐守
- 天応2年（782年） 6月21日：備後守
- 延暦3年（784年） 4月2日：土佐守
- 延暦7年（788年） 7月25日：少納言

## 系譜
- 父：長田王[1]
- 母：不詳
- 妻：不詳
  - 男子：登美藤津[2]